# Jubao-Subglazialbecken
Das Jubao-Subglazialbecken (chinesisch 聚宝冰下盆地, Pinyin Jùbǎo Bīng Xià Péndì, englisch Jubao Subglacial Basin) ist ein von Gletschereis vollständig überdecktes Becken im ostantarktischen Prinzessin-Elisabeth-Land. Sein tiefster Punkt liegt mehr als 109 Meter unter dem Meeresspiegel.
Chinesische Wissenschaftler benannten es. Sein Name leitet sich ab von einer Schale aus der chinesischen Mythologie.